# Pferdemarkt Hedel

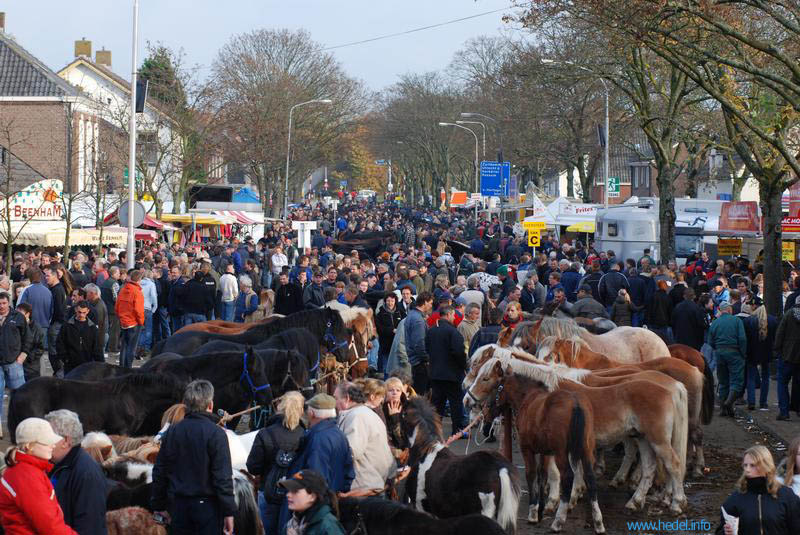
Pferdemarkt Hedel, 2007

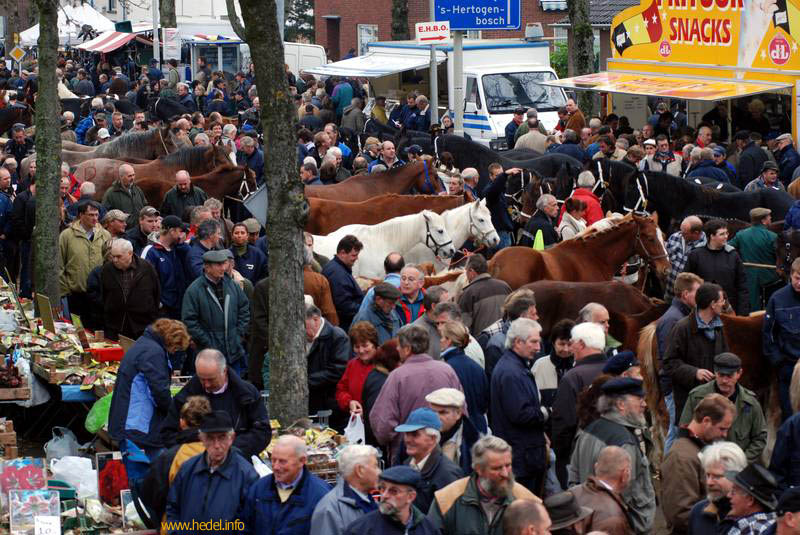
Pferdemarkt Hedel

Der Pferdemarkt in Hedel findet jährlich am ersten Montag nach dem 1. November statt und ist einer der größten Pferdemärkte der Niederlande. Es gibt auch einen Wochenmarkt und eine Kirmes.

## Geschichte
Der älteste Nachweis für den Pferdemarkt in Hedel stammt von 1719. Vermutlich gab es diesen Jahrmarkt bereits im Mittelalter, da das Stadtarchiv im Zweiten Weltkrieg aber zum großen Teil verloren ging, kann er vorher nicht nachgewiesen werden.
Im Jahr 1719 wurde beim Gericht von Gelderland ein Antrag für einen zweiten Markt in der Baronie Hedel gestellt. Also gab es bereits einen Markt, jedoch ist nicht bekannt, ob es sich dabei um einen Pferdemarkt oder einen Viehmarkt handelte. Ab 1719 fanden zwei Märkte statt, nämlich im Mai und am Montag nach dem 1. November.
Früher wurden hauptsächlich Arbeitspferde für die Landwirtschaft gehandelt. Heute sieht man hauptsächlich Reitpferde und -Ponys. Für Hedel war das Ereignis von wirtschaftlicher Bedeutung. Einwohner servierten Kaffee und verkauften Erbsensuppe, um etwas dazuzuverdienen und die Gaststätten konnten ein gutes Geschäft machen. Bis 1928 gab es ein Karussell, das aber der streng reformierte Bürgermeister Verkerk diesem Jahr verbot. 1934 kehrte das Karussell unter Bürgermeister Dronkers zurück.

## Markt
Heute ist der Pferdemarkt ein traditionelles Volksfest mit Messe und Verkaufsständen. Die Pferde werden heute hauptsächlich mit Pferdehängern oder Transportern gebracht, früher per Schiff, Bahn oder auch zu Fuß. Der Markt wird von der Stichting Paardenmarkt Hedel zusammen mit der Gemeinde Maasdriel organisiert.
2022 wurden 644 Ponys und Pferde angeboten, 2023 standen 783 Pferde zum Verkauf. Es kommen ungefähr 35 000 Besucher.